# مسابقة الأغنية الأوروبية 1980
 مسابقة الأغنية الأوروبية 1980 هي النسخة الخامسة والعشرون من مسابقة الأغنية الأوروبية السنوية . أقيم في لاهاي، هولندا ونظمه اتحاد البث الأوروبي (EBU) والمضيف مؤسسة الاذاعة الهولندية (NOS)، الذي وافق على تنظيم الحدث بعد أن فازت إسرائيل في نسختي 1978 و 1979، ورفضت الاستضافة للعام الثاني على التوالي. أقيمت المسابقة في مبنى الكونجرس الهولندي يوم السبت 19 أبريل 1980 واستضافتها مارلوس فلويتسما، على الرغم من أن كل أغنية تم تقديمها من قبل مقدم من الدولة المشاركة (في بعض الحالات، كان هذا هو نفس الشخص الذي قدم التعليق).